# Filmski plan
Filmski plan je glavni parametar filmskog kadra. Filmski kadar je osnovni element montaže i filma. U tehničkom pogledu to je komad filmske trake koji je snimljen jednim neprekidnim radom kamere. Kod snimanja kadar predstavlja sadržinu obuhvaćenu vidnim poljem objektiva.

## Terminologija
Kadar je najmanja jedinica filma. Parametri su:
1. Okvir slike
2. Perspektiva
3. Ugao snimanja
4. Oštrina
5. Plan

Okvir slike ograničava vizuelni svet kadra i struktuira ga posredstvom kompozicije. Žan Mitri je rekao: “Okvir slike gledalac može doživeti kao ram ili kao prozor (bitno je ono što je u kadru i ono što je van njega)”. Na okvir slike može da utiče: pokret kamere, pokret glumca, pogled glumca, zvuk.
Perspektiva se postiže upotrebom određene optike:
- Manje od 50mm – širokougaoni objektiv koji daje veliku dubinsku oštrinu;
- Više od 50mm – teleobjektiv koji komprimuje perspektivu;
- Zoom objektiv koji ima promenljivu žižnu daljinu i koristio od 60ih godina.

Snimatelj Greg Tolend koji je radio sa Orsonom Velsom bio je maestro za širokougaonu optiku.
Ugao snimanja je parametar koji dočarava različit pogled na okvir slike.
Oštrina se određuje prema onome što je oštro u kadru (sharp - oštro, unsharp - neoštro). 
Plan je određen veličinom ljudske figure koja je smeštena u okvir slike. Plan zavisi i od optike koja se koristi, tako da je ljudska figura jedina referenca prema kojoj se može odrediti plan. Plan se ne može odrediti prema veličini neke druge pojave. Dominantan je vertikalni položaj aktera.

## Podela filmskih planova
Prema udaljenosti kamere od objekta snimanja, filmski planovi se dele na sledeće: opšte ili orijentacione planove (daleki total, total, srednji plan) i krupne planove (ameriken, srednje krupni, krupni, vrlo krupni plan i detalj).

### Daleki total
Daleki ili ekstremni total je širok plan kojim je obuhvaćen čitav prostor, na primer, ceo trg ili grad. Rastojanje objekta od kamere iznosi preko 200 metara. Ovaj plan je vezan za geografske odrednice, određuje lokaciju, klimatske odlike. U njega spadaju neodređeni delovi pejsaža od satelitskog snimka Zemlje, reke sa dolinama i brdima. Ima informativni karakter i obično se koristi kao uvodni kadar, za vreme špice. Ljudska figura u ovom planu je gotovo neprimetna i nije moguće prepoznati pol, delove tela ili kostim. Za snimanje kadrova dalekog totala koriste se objektivi manje žižne daljine.

### Total
Total ili opšti plan je nešto uži od dalekog totala i služi za upoznavanje sa prostorom, osobom u određenom prostornom kontekstu, tj. mestom na kojem se dešava akcija. Objekat je udaljen od kamere najmanje 30 metara. Ljudska figura se bolje uočava.

### Srednji plan
Srednji plan u kojem je čovek obuhvaćen "od glave do pete". U njemu se, po pravilu, prikazuje veći broj ličnosti, najmanje dve. Čovek slobodno može da se kreće po kadru levo i desno, ali je pokret prema kameri ograničen, jer bi u tom slučaju ljudska figura bila "isečena".

### Ameriken
Američki plan ili ameriken je plan radnje (akcije). Nazvan tako jer se često koristio u vesternima da bi se u kadru videlo povlačenje revolvera. Obuhvata čovekovu figuru snimanu od kolena naviše. Prvi put je upotrebljen u Americi, pa je po tome i dobio naziv. Veoma je podesan, naročito za široki ekran, jer omogućava dubinsku kompoziciju prostora i kretanje unutar obuhvaćenog prostora.

### Srednje krupni plan
U srednje krupnom planu čovek je snimljen do pojasa. Srednje krupni plan u osnovni predstavlja prelaznu formu krupnog plana. Čovekova figura se ne sme seći na zglobovima - laktovima, šakama.

### Krupni plan
U krupnom planu se snima čovekova glava sa delom ramena. Time je pokret veoma ograničen, ali ako se čovek kreće, pokret postaje veoma intenzivan. Njegova jednostavnost i snaga privlače pažnju gledalaca i naglašava dramsku situaciju. Samo krupnim planovima se ne može ispričati celovita dramska radnja, pa se odnosom krupnog i opšteg plana (totala) naglašava dramska napetost. Primer: Prvi kadar u totalu prikazuje ogolelo brdo. U sledećem kadru krupno je snimljen fitilj koji samo što nije dogoreo. Nakon toga ponovo prikazano brdo nema više onaj mir koji je imalo ranije, jer napeto očekujemo trenutak kada će se desiti eksplozija.
Krupni plan je veoma značajan, jer je, zajedno sa filmskom montažom prokrčio filmu put ka umetnosti. Prvi put ga je upotrebio Dejvid Grifit.

### Vrlo krupni plan
Kod vrlo krupnog plana u kadru je čovekova glava isečena na čelu i bradi. Naglasak je na očima.

### Detalj
Detalj je filmski plan u kojem izrez kadra obuhvata tek delić nekog predmeta. Obično je reč o delu ljudskog tela koji je manji od ljudske glave (manji od vrlo krupnog kadra, na primer samo oči ili usta) čime se dobija udubljeno blizak promatrački odnos. Može da se odnosi i na deo većeg objekta (npr. samo sat crkvenog zvonika u kadru), čime se postiže naglašavanje određenog objekta. Ustaljeno se upotrebljava kao kadar upozorenja u narativnom kontekstu, ili kao oblik taktilno usmerene stilizacije u poetski usmerenim filmovima.

## Rakurs
Kamera, bez obzira da li je pokretna ili nepokretna, uvek zauzima određen položaj u odnosu na objekat koji snima. Taj položaj naziva se rakurs. Nazvan je prema francuskoj reči raccourcir što znači skratiti, zbiti, stisnuti, jer se izabranim položajima kamere po vertikali pojačavaju perspektivna kraćenja u dubini, odnosno potenciraju viđenja dubine u filmu. Rakurs postoji u svim filmskim planovima i bitno menja njihovo značenje. S obzirom da teorijski postoji bezbroj vertikalnih uglova snimanja, jer svaki i najmanji pomak kamere označava novi, osnovna podela je na: donji, normalan, gornji i promenljivi. 
1. Normalan rakurs je položaj kamere u visini čovekove figure, najčešće njegovih očiju.
2. Donji rakurs predstavlja prizor promatran odozdo prema gore, kamera je ispod snimanog objekta pa nam se čini da je on viši. Upotrebljavaju se još i nazivi lagani donji rakurs ako je u pitanju manji nagib, dok se ekstremni donji popularno naziva žabljom perspektivom.
Objekti snimani na taj način se doimaju superiorni, nadmoćniji, ali i usamljeni, s obzirom da donji rakurs eliminiše pozadinu, pa se junak zatiče sam, u nekom neutralnom okruženju (strop, nebo) što često ima i dodatnu romantičnu notu poput 'usamljenog jahača na horizontu' iz Vesterna. 
3. Gornji rakurs za razliku od donjeg, predstavlja prizor posmatran od gore prema dole. Kamera se nalazi iznad snimanog objekta koji se čini manji. Takođe, postoji lagani (blagi) gornji rakurs ako je kamera u manjem nagibu i ekstremni gornji rakurs, koji se naziva i ptičja perspektiva, ako je kamera u zenitu snimanog objekta. Površina ispod objekta snimanja smanjuje njegove dimenzije i u psihološkom smislu: objekat ima manji značaj (primer: subjektivni kadar gledanja sa visine). Snimani objekti deluju slabiji, prepušteni sudbini, nemoćni. S obzirom da gornji rakurs prikazuje objekt u prirodnim okolišu, često ima i dokumentarnu primenu.
Postoji i druga podela rakursa:
1. Situacioni rakurs se koristi kada se kamera ne može postaviti ni na jedno drugo mesto (primer : Džon Frankenhajmer – “Treći Rat” ; “Kopači zlata”)
2. Psihološki rakurs služi da definiše likove i njihove odnose. Najčešće se koristi da pokaže dominaciju ili inferiornost neke osobe u odnosu na drugu (primeri : V. Vajler – “Dvostruko obeštećenje” ; Brajan De Palma – “Keri” (ptičija perspektiva – God’s shoot)
3. Konfiguracioni rakurs služi da bi se sadržaj prikazao drugačije (primeri : Hičkok – “Ptice” ; Lord Bejkon - “42. Ulica” (ljudi proizvode razne oblike telima koji se vide iz gornjeg rakursa)

## Literatura
Marko Babac, "Film u vašim rukama", Radnički univerzitet "Radivoj Ćipanov", Novi Sad, 1972.

## Međuveze
https://en.wikipedia.org/wiki/Shot_(filmmaking)